# TNA World Title Series
La TNA World Title Series fue un torneo de lucha libre profesional de todos contra todos producido por Total Nonstop Action Wrestling (TNA). Fue grabado entre el 22 y el 25 de julio de 2015 (excepto las semifinales y finales, que se transmitieron en vivo el 5 de enero de 2016) y se transmitió del 7 de octubre de 2015 al 5 de enero de 2016 en Impact Wrestling para determinar el nuevo campeón mundial de TNA. El torneo lo ganó Ethan Carter III (EC3)

## Antecedentes
El 7 de octubre de 2015, se anunció que se llevaría a cabo un torneo, luego de que el campeón mundial de peso pesado de TNA Matt Hardy dejara vacante el título un día antes debido a una orden judicial presentada por el ex campeón Ethan Carter III después de que Hardy derrotara a EC3 y Drew Galloway en una lucha de triple amenaza en Bound for Glory. La TNA World Title Series  colocó a 32 luchadores en 8 grupos de 4, y la primera ronda se realizó bajo un formato de todos contra todos que se llamó "fase de grupos".  Además, por primera vez, las 
Knockouts tendrían la oportunidad de competir por el Campeonato Mundial de Peso Pesado. El torneo fue grabado en julio. El 12 de noviembre de 2015, TNA anunció planes para realizar las rondas eliminatorias del torneo en Mumbai, India, durante un PPV titulado TNA One Night only: Mumbai, pero el evento tuvo que posponerse debido a problemas logísticos, lo que provocó que se transmitiera el torneo original que fue grabado a finales de julio. La compañía anunció en la transmisión del 9 de diciembre de 
Impact Wrestling que las semifinales y finales de TNA World Title Series se llevarían a cabo en vivo el 5 de enero de 2016, durante el debut de Impact Wrestling en la cadena Pop TV.
Cada ganador en los combates de todos contra todos recibió 3 puntos y el empate valió 1 punto para cada participante. Cada partido tenía un límite de tiempo de 15 minutos. Los dos miembros de cada grupo con más puntos (de un máximo de 9 puntos) avanzaron a los octavos de final, donde en ese momento el torneo pasó a un formato de eliminación simple. Sólo hubo tres empates: los combates de Aries/Carter y Edwards/Richards, cada uno de los cuales terminó en un empate por límite de tiempo, y el combate Micah/Drake que terminó en un doble conteo.
El ganador del torneo se convirtió en el nuevo Campeón Mundial de Peso Pesado de TNA. El ganador del torneo fue Ethan Carter III al derrotar a Matt Hardy en la final por pinfall.

## Fase de grupos
La primera mitad del torneo tomó la forma de 8 torneos más pequeños en formato de todos contra todos. Cada grupo contó con 4 participantes que cumplieron con ciertos criterios. Todos los participantes fueron elegidos por un comité interno. Si bien algunas razones específicas de las nominaciones se revelaron al aire (por ejemplo, todos los poseedores de algún campeonato, aparte de Bobby Roode, se habían clasificado automáticamente), la mayoría de las razones no se explicaron.
- Grupo Champions: hombres que anteriormente habían tenido el Campeonato Mundial de Peso Pesado de TNA al menos una vez.
- Grupo UK: hombres de Inglaterra o Escocia en el Reino Unido.
- Grupo Knockouts: mujeres que son miembros de la División TNA Knockouts.
- Grupo TNA Originals: hombres que han estado en el roster activo durante al menos 10 años o desde que se fundó la empresa en 2002.
- Grupo Tag Team Specialists: hombres que son más conocidos por sus carreras en equipos que por sus carreras individuales.

- Grupo X-Division - Miembros de la TNA X-Division.
- Grupo Future 4: énfasis en el talento más joven.
- Grupo Wildcard: categoría abierta.

     Estos luchadores clasificaron a la fase de 16 para ganar el Campeonato mundial de peso pesado de TNA.
     Estos luchadores fueron eliminados del torneo durante la fase de grupos.
     El ganador del TNA World Title Series y nuevo Campeón mundial de TNA.
- Grupo Champions

| Lugar | Luchador         | Puntos | Luchas |
| ----- | ---------------- | ------ | ------ |
| 1     | Ethan Carter III | 7      | 3      |
| 2     | Lashley          | 6      | 3      |
| 3     | Austin Aries     | 4      | 3      |
| 4     | Mr. Anderson     | 0      | 3      |

- Grupo UK

| Lugar | Luchador      | Puntos | Luchas |
| ----- | ------------- | ------ | ------ |
| 1     | Drew Galloway | 9      | 3      |
| 2     | Bram          | 6      | 3      |
| 3     | Rockstar Spud | 3      | 3      |
| 4     | Grado         | 0      | 3      |

- Grupo Knockouts

| Lugar | Luchador      | Puntos | Luchas |
| ----- | ------------- | ------ | ------ |
| 1     | Awesome Kong  | 6      | 3      |
| 1     | Gail Kim      | 6      | 3      |
| 3     | Brooke        | 3      | 3      |
| 3     | Madison Rayne | 3      | 3      |

- Grupo Wildcard

| Lugar | Luchador       | Puntos | Luchas |
| ----- | -------------- | ------ | ------ |
| 1     | Mahabali Shera | 9      | 3      |
| 2     | Kenny King     | 6      | 3      |
| 3     | Aiden O'Shea   | 3      | 3      |
| 4     | Crazzy Steve   | 0      | 3      |

- Grupo TNA Originals

| Lugar | Luchador    | Puntos | Luchas |
| ----- | ----------- | ------ | ------ |
| 1     | Bobby Roode | 6      | 3      |
| 1     | Eric Young  | 6      | 3      |
| 3     | Abyss       | 3      | 3      |
| 3     | James Storm | 3      | 3      |

- Grupo Tag Team Specialists

| Lugar | Luchador       | Puntos | Luchas |
| ----- | -------------- | ------ | ------ |
| 1     | Matt Hardy     | 9      | 3      |
| 2     | Davey Richards | 4      | 3      |
| 3     | Robbie E       | 3      | 3      |
| 4     | Eddie Edwards  | 1      | 3      |

- Grupo X Division

| Lugar | Luchador  | Puntos | Luchas |
| ----- | --------- | ------ | ------ |
| 1     | DJ Z      | 6      | 4      |
| 1     | Tigre Uno | 6      | 4      |
| 3     | Manik     | 6      | 4      |
| 4     | Mandrews  | 3      | 3      |

- Group Future 4

| Lugar | Luchador       | Puntos | Luchas |
| ----- | -------------- | ------ | ------ |
| 1     | Eli Drake      | 7      | 3      |
| 2     | Jessie Godderz | 6      | 3      |
| 3     | Micah          | 4      | 3      |
| 4     | Crimson        | 0      | 3      |

El Grupo X-Division terminó en un empate a tres entre Manik, DJ Z y Tigre Uno. Se programó un partido de triple amenaza para determinar cuáles dos avanzarían a los octavos de final. En este partido, quien ganara el primer pinfall o sumisión avanzaría a los octavos de final y saldría del partido. Los dos participantes restantes se enfrentarían uno a uno por el derecho a avanzar. DJ Z obtendría el primer puesto de clasificación al cubrir a Manik y Tigre Uno también cubriría a Manik para ganar el otro lugar en la Ronda, eliminando así a Manik.

## Torneo del Campeonato Mundial de Peso Pesado de TNA
La segunda mitad de la TNA World Title Series adoptó el formato de un torneo de eliminación simple. Los combates de la primera ronda se configuraron intencionalmente para que dos miembros del mismo grupo original no se enfrentaran a menos que ambos lograran avanzar a la Ronda de Semifinales, lo que sucedió con los campeones del grupo Lashley y Ethan Carter III. Los primeros 14 combates se llevaron a cabo en episodios de Impact. El episodio final de este torneo, incluidas las semifinales y la final, tuvo lugar el 5 de enero de 2016 en el primer episodio de Impact Wrestling en la cadena Pop TV. Los octavos de final se dividieron en 4 grupos (Grupo A, Grupo B, Grupo C, Grupo D, etc.), aunque esto sólo afectó al orden en el que se disputaron los combates de cada ronda.
Tabla del torneo
|  | Octavos de final (Impact Wrestling 02/12/15) | Octavos de final (Impact Wrestling 02/12/15) | Octavos de final (Impact Wrestling 02/12/15) |                |                  | Cuartos de final (Impact Wrestling 09/12/15) | Cuartos de final (Impact Wrestling 09/12/15) | Cuartos de final (Impact Wrestling 09/12/15) |  |                  | Semifinales (Impact Wrestling 05/01/16) | Semifinales (Impact Wrestling 05/01/16) | Semifinales (Impact Wrestling 05/01/16) |  |                  | Final (Impact Wrestling 05/01/16) | Final (Impact Wrestling 05/01/16) | Final (Impact Wrestling 05/01/16) |  |
|  |                                              |                                              |                                              |                |                  |                                              |                                              |                                              |  |                  |                                         |                                         |                                         |  |                  |                                   |                                   |                                   |  |
|  |                                              |                                              |                                              |                |                  |                                              |                                              |                                              |  |                  |                                         |                                         |                                         |  |                  |                                   |                                   |                                   |  |
|  | Ethan Carter III                             | Ethan Carter III                             | PIN                                          |                |                  |                                              |                                              |                                              |  |                  |                                         |                                         |                                         |  |                  |                                   |                                   |                                   |  |
|  | Ethan Carter III                             | Ethan Carter III                             | PIN                                          |                |                  |                                              |                                              |                                              |  |                  |                                         |                                         |                                         |  |                  |                                   |                                   |                                   |  |
|  | DJ Z                                         | DJ Z                                         | 06:13                                        |                |                  |                                              |                                              |                                              |  |                  |                                         |                                         |                                         |  |                  |                                   |                                   |                                   |  |
|  | DJ Z                                         | DJ Z                                         | 06:13                                        |                | Ethan Carter III | Ethan Carter III                             | PIN                                          |                                              |  |                  |                                         |                                         |                                         |  |                  |                                   |                                   |                                   |  |
|  |                                              |                                              |                                              |                | Ethan Carter III | Ethan Carter III                             | PIN                                          |                                              |  |                  |                                         |                                         |                                         |  |                  |                                   |                                   |                                   |  |
|  |                                              |                                              | Davey Richards                               | Davey Richards | 16:39            |                                              |                                              |                                              |  |                  |                                         |                                         |                                         |  |                  |                                   |                                   |                                   |  |
|  | Bram                                         | Bram                                         | Davey Richards                               | Davey Richards | 16:39            | 05:56                                        |                                              |                                              |  |                  |                                         |                                         |                                         |  |                  |                                   |                                   |                                   |  |
|  | Bram                                         | Bram                                         |                                              |                |                  |                                              |                                              |                                              |  |                  |                                         |                                         |                                         |  |                  |                                   |                                   |                                   |  |
|  | Davey Richards                               | Davey Richards                               | PIN                                          |                |                  |                                              |                                              |                                              |  |                  |                                         |                                         |                                         |  |                  |                                   |                                   |                                   |  |
|  | Davey Richards                               | Davey Richards                               | PIN                                          |                |                  |                                              |                                              |                                              |  | Ethan Carter III | Ethan Carter III                        | PIN                                     |                                         |  |                  |                                   |                                   |                                   |  |
|  |                                              |                                              |                                              |                |                  |                                              |                                              |                                              |  | Ethan Carter III | Ethan Carter III                        | PIN                                     |                                         |  |                  |                                   |                                   |                                   |  |
|  |                                              |                                              | Lashley                                      | Lashley        | 09:09            |                                              |                                              |                                              |  |                  |                                         |                                         |                                         |  |                  |                                   |                                   |                                   |  |
|  | Lashley                                      | Lashley                                      | Lashley                                      | Lashley        | 09:09            | PIN                                          |                                              |                                              |  |                  |                                         |                                         |                                         |  |                  |                                   |                                   |                                   |  |
|  | Lashley                                      | Lashley                                      |                                              |                |                  |                                              |                                              |                                              |  |                  |                                         |                                         |                                         |  |                  |                                   |                                   |                                   |  |
|  | Drew Galloway                                | Drew Galloway                                | 10:39                                        |                |                  |                                              |                                              |                                              |  |                  |                                         |                                         |                                         |  |                  |                                   |                                   |                                   |  |
|  | Drew Galloway                                | Drew Galloway                                | 10:39                                        |                | Lashley          | Lashley                                      | PIN                                          |                                              |  |                  |                                         |                                         |                                         |  |                  |                                   |                                   |                                   |  |
|  |                                              |                                              |                                              |                | Lashley          | Lashley                                      | PIN                                          |                                              |  |                  |                                         |                                         |                                         |  |                  |                                   |                                   |                                   |  |
|  |                                              |                                              | Mahabali Shera                               | Mahabali Shera | 10:37            |                                              |                                              |                                              |  |                  |                                         |                                         |                                         |  |                  |                                   |                                   |                                   |  |
|  | Mahabali Shera                               | Mahabali Shera                               | Mahabali Shera                               | Mahabali Shera | 10:37            | PIN                                          |                                              |                                              |  |                  |                                         |                                         |                                         |  |                  |                                   |                                   |                                   |  |
|  | Mahabali Shera                               | Mahabali Shera                               |                                              |                |                  |                                              |                                              |                                              |  |                  |                                         |                                         |                                         |  |                  |                                   |                                   |                                   |  |
|  | Eli Drake                                    | Eli Drake                                    | 03:20                                        |                |                  |                                              |                                              |                                              |  |                  |                                         |                                         |                                         |  |                  |                                   |                                   |                                   |  |
|  | Eli Drake                                    | Eli Drake                                    | 03:20                                        |                |                  |                                              |                                              |                                              |  |                  |                                         |                                         |                                         |  | Ethan Carter III | Ethan Carter III                  | PIN                               |                                   |  |
|  |                                              |                                              |                                              |                |                  |                                              |                                              |                                              |  |                  |                                         |                                         |                                         |  | Ethan Carter III | Ethan Carter III                  | PIN                               |                                   |  |
|  |                                              |                                              | Matt Hardy                                   | Matt Hardy     | 10:20            |                                              |                                              |                                              |  |                  |                                         |                                         |                                         |  |                  |                                   |                                   |                                   |  |
|  | Tigre Uno                                    | Tigre Uno                                    | Matt Hardy                                   | Matt Hardy     | 10:20            | PIN                                          |                                              |                                              |  |                  |                                         |                                         |                                         |  |                  |                                   |                                   |                                   |  |
|  | Tigre Uno                                    | Tigre Uno                                    |                                              |                |                  |                                              |                                              |                                              |  |                  |                                         |                                         |                                         |  |                  |                                   |                                   |                                   |  |
|  | Gail Kim                                     | Gail Kim                                     | 05:33                                        |                |                  |                                              |                                              |                                              |  |                  |                                         |                                         |                                         |  |                  |                                   |                                   |                                   |  |
|  | Gail Kim                                     | Gail Kim                                     | 05:33                                        |                | Tigre Uno        | Tigre Uno                                    | 12:25                                        |                                              |  |                  |                                         |                                         |                                         |  |                  |                                   |                                   |                                   |  |
|  |                                              |                                              |                                              |                | Tigre Uno        | Tigre Uno                                    | 12:25                                        |                                              |  |                  |                                         |                                         |                                         |  |                  |                                   |                                   |                                   |  |
|  |                                              |                                              | Eric Young                                   | Eric Young     | PIN              |                                              |                                              |                                              |  |                  |                                         |                                         |                                         |  |                  |                                   |                                   |                                   |  |
|  | Eric Young                                   | Eric Young                                   | Eric Young                                   | Eric Young     | PIN              | PIN                                          |                                              |                                              |  |                  |                                         |                                         |                                         |  |                  |                                   |                                   |                                   |  |
|  | Eric Young                                   | Eric Young                                   |                                              |                |                  |                                              |                                              |                                              |  |                  |                                         |                                         |                                         |  |                  |                                   |                                   |                                   |  |
|  | Kenny King                                   | Kenny King                                   | 06:19                                        |                |                  |                                              |                                              |                                              |  |                  |                                         |                                         |                                         |  |                  |                                   |                                   |                                   |  |
|  | Kenny King                                   | Kenny King                                   | 06:19                                        |                |                  |                                              |                                              |                                              |  | Eric Young       | Eric Young                              | 08:03                                   |                                         |  |                  |                                   |                                   |                                   |  |
|  |                                              |                                              |                                              |                |                  |                                              |                                              |                                              |  | Eric Young       | Eric Young                              | 08:03                                   |                                         |  |                  |                                   |                                   |                                   |  |
|  |                                              |                                              | Matt Hardy                                   | Matt Hardy     | PIN              |                                              |                                              |                                              |  |                  |                                         |                                         |                                         |  |                  |                                   |                                   |                                   |  |
|  | Jessie Godderz                               | Jessie Godderz                               | Matt Hardy                                   | Matt Hardy     | PIN              | PIN                                          |                                              |                                              |  |                  |                                         |                                         |                                         |  |                  |                                   |                                   |                                   |  |
|  | Jessie Godderz                               | Jessie Godderz                               |                                              |                |                  |                                              |                                              |                                              |  |                  |                                         |                                         |                                         |  |                  |                                   |                                   |                                   |  |
|  | Awesome Kong                                 | Awesome Kong                                 | 03:12                                        |                |                  |                                              |                                              |                                              |  |                  |                                         |                                         |                                         |  |                  |                                   |                                   |                                   |  |
|  | Awesome Kong                                 | Awesome Kong                                 | 03:12                                        |                | Jessie Godderz   | Jessie Godderz                               | 16:12                                        |                                              |  |                  |                                         |                                         |                                         |  |                  |                                   |                                   |                                   |  |
|  |                                              |                                              |                                              |                | Jessie Godderz   | Jessie Godderz                               | 16:12                                        |                                              |  |                  |                                         |                                         |                                         |  |                  |                                   |                                   |                                   |  |
|  |                                              |                                              | Matt Hardy                                   | Matt Hardy     | PIN              |                                              |                                              |                                              |  |                  |                                         |                                         |                                         |  |                  |                                   |                                   |                                   |  |
|  | Bobby Roode                                  | Bobby Roode                                  | Matt Hardy                                   | Matt Hardy     | PIN              | 06:31                                        |                                              |                                              |  |                  |                                         |                                         |                                         |  |                  |                                   |                                   |                                   |  |
|  | Bobby Roode                                  | Bobby Roode                                  |                                              |                |                  |                                              |                                              |                                              |  |                  |                                         |                                         |                                         |  |                  |                                   |                                   |                                   |  |
|  | Matt Hardy                                   | Matt Hardy                                   | PIN                                          |                |                  |                                              |                                              |                                              |  |                  |                                         |                                         |                                         |  |                  |                                   |                                   |                                   |  |
|  | Matt Hardy                                   | Matt Hardy                                   | PIN                                          |                |                  |                                              |                                              |                                              |  |                  |                                         |                                         |                                         |  |                  |                                   |                                   |                                   |  |
|  |                                              |                                              |                                              |                |                  |                                              |                                              |                                              |  |                  |                                         |                                         |                                         |  |                  |                                   |                                   |                                   |  |

## Consecuencias
Las semifinales y finales se llevaron a cabo en el episodio en vivo del 5 de enero de 2016 de Impact Wrestling, durante su debut en Pop TV, en el que Ethan Carter III derrotó a Lashley en la ronda semifinal y Matt Hardy derrotó a Eric Young para avanzar a la ronda final. Sin embargo, en el evento principal, Hardy no pudo ganar el torneo TNA World Title Series y, por lo tanto, no pudo ganar el Campeonato Mundial de Peso Pesado de TNA vacante, ya que el combate finalmente lo ganó Ethan Carter III, quien se convirtió en el nuevo Campeón Mundial de Peso Pesado de TNA por segunda vez. Sin embargo, tres días después, en las grabaciones de Impact Wrestling, Carter perdió el título contra Hardy en un combate Last Man Standing en el episodio del 19 de enero de 2016 de Impact Wrestling, poniendo fin a su reinado a los 14 días. Durante el combate, tuvo lugar un doble cambio de bando con Carter convirtiéndose en face por primera vez en su carrera en TNA después de que su guardaespaldas Tyrus lo traicionara antes de que Hardy se volviera heel.